# Operace Har'el
Operace Har'el (hebrejsky: מבצע הראל, Mivca Har'el) byla vojenská akce provedená v dubnu 1948 během počáteční fáze první izraelsko-arabské války, respektive během takzvané občanské války v Palestině, krátce před koncem britského mandátu a vznikem státu Izrael židovskými jednotkami Hagana. Jejím cílem bylo v návaznosti na Operaci Nachšon umožnit průjezd židovských konvojů z pobřežní nížiny do obleženého Jeruzaléma.

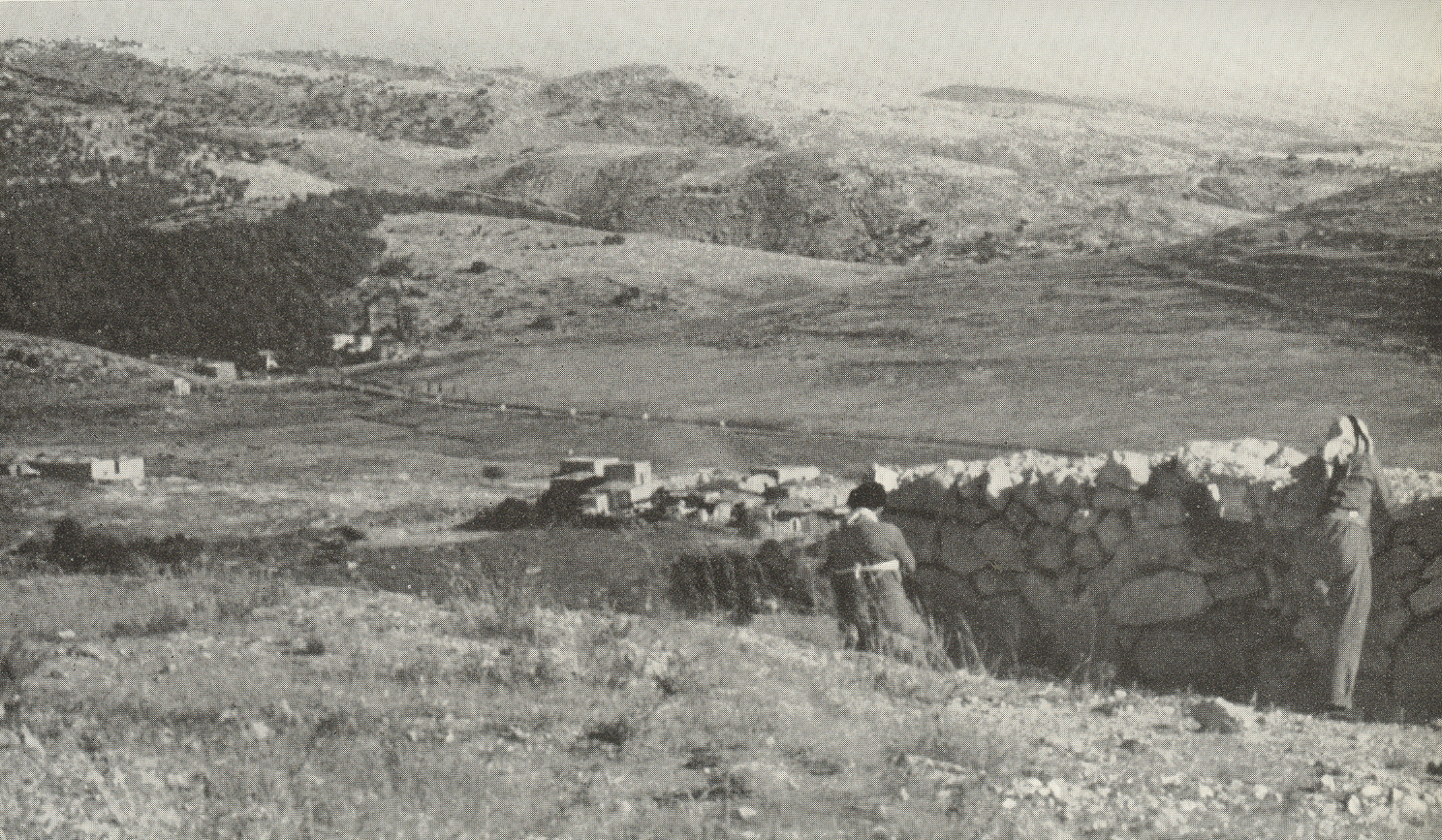
Soutěska Ša'ar ha-Gaj při pohledu z arabských pozic v Latrunu

Před koncem britského mandátu se v Palestině stupňovaly vojenské akce, které z počáteční fáze občanské války přecházely do podoby konvenčního konfliktu. Město Jeruzalém bylo obleženo a židovské zásobování města bylo přerušeno arabskými ostřelovači poblíž soutěsky Ša'ar ha-Gaj (Báb al-Vád). V první polovině dubna 1948 byla soutěska otevřena Operací Nachšon. Operaci Har'el prováděla Brigáda Har'el tvořena elitními jednotkami Palmach, která převzala zodpovědnost za udržení silničního koridoru do Jeruzaléma a za provoz židovských konvojů do tohoto města. Operace probíhala ve dnech 16. – 20. dubna 1948. V první fázi měl být do Jeruzaléma provezen velký konvoj sestávající z cca 130 nákladních vozů. Vyjel z Tel Avivu 17. dubna a vezl 410 tun základních potravin. Ve vesnici Kfar Bilu bylo naloženo cca 60 tun sušeného mléka a ve vesnici Chulda dalších 80 tun mouky. Celkem takto do Jeruzaléma projely tři velké konvoje s 450 vozy a cca 1800 tunami zásob. Poslední z nich přivezl i vojenské posily, členy Brigády Har'el. 20. dubna byl ovšem tento poslední konvoj napadnut a do města dorazila jen jeho část. Arabská blokáda Jeruzaléma opětovně začala (jako náhradní trasa se pak musela používat takzvaná Barmská cesta). Zhruba 200 vozů zůstalo uvězněno v Jeruzalémě. Součástí operace bylo i dobytí několika arabských vesnic poblíž této dopravní tepny jako Saris. Po skončení operace byla Brigáda Har'el převelena do vlastního Jeruzaléma, kde se podílela na Operaci Jevusi.